# جاي كاري ستريت
جاي كاري ستريت (بالإنجليزية: Jabez C. Street) هو فيزيائي أمريكي، ولد في 5 مايو 1906 في أوبيليكا في الولايات المتحدة، وتوفي في 7 نوفمبر 1989 في تشارلستون في الولايات المتحدة.